# Myllysaari, Orivesi
Myllysaari är en ö i Finland. Den ligger i sjön Myllyjärvi och i kommunen Orivesi i den ekonomiska regionen Tammerfors och landskapet Birkaland, i den södra delen av landet, 170 km norr om huvudstaden Helsingfors. Öns area är 8,3 hektar och dess största längd är 0,6 kilometer i nord-sydlig riktning.